# Bacia do Congo

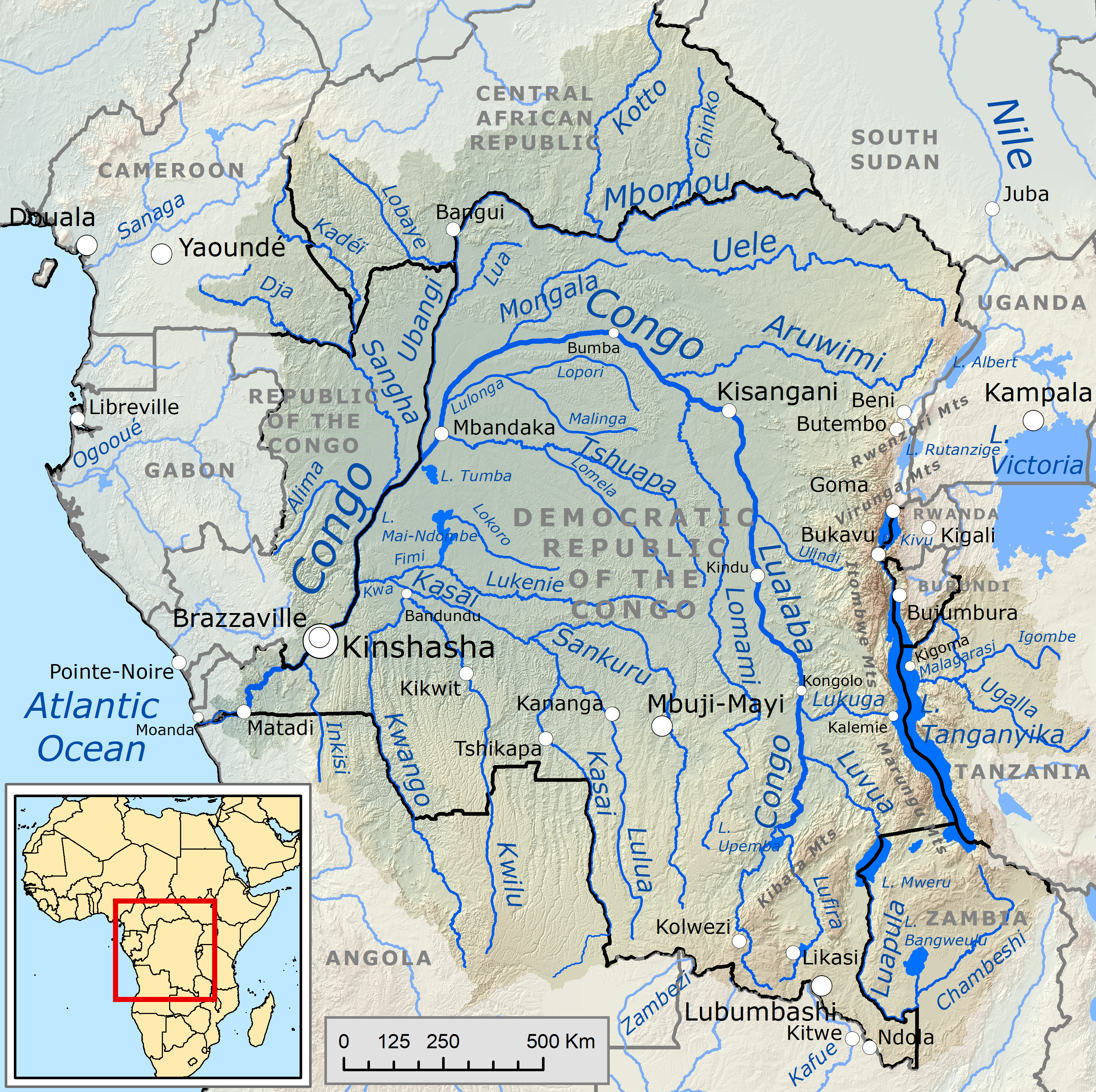
Bacia do Congo

A bacia do Congo, também chamada de bacia do Zaire, é a bacia hidrográfica do rio Congo, na África. Abrange aproximadamente 4 milhões de km² onde vivem 93,2 milhões de habitantes, com densidades muito variáveis de acordo com as zonas por onde atravessa.
O curso superior da bacia começa do Rifte Africano Oriental com o desaguar no rio Congo dos rios Chambeshi, Uele e Ubangi; o rio Lualaba drena as áreas úmidas no curso médio. Devido à tenra idade de formação e à grande elevação nos promontórios do Grande Vale do Rifte, a carga anual de sedimentos do rio é muito grande, com a bacia de drenagem ocupando grandes áreas de baixo relevo em grande parte de sua área. A bacia soma um total de 3,7 milhões de quilômetros quadrados e abriga algumas das maiores extensões de florestas tropicais intocadas do planeta, além de grandes áreas úmidas. A bacia termina na foz do rio Congo no Golfo da Guiné, no Oceano Atlântico. O clima é tropical equatorial, com duas estações chuvosas, incluindo chuvas muito fortes e altas temperaturas durante todo o ano. A bacia abriga o gorila-ocidental-das-terras-baixas, espécie ameaçada de extinção.
A bacia foi o divisor de águas dos povos que habitavam ao longo do rio Congo, ou seja, os sãs e pigmeus, ao sul, e os bantos, ao norte. Na grande migração banta para o sul, houve a fundação de alguns dos mais poderosos Estados pré-coloniais, como o reino do Congo, o reino Lunda, e o Império Monomotapa. Alemanha, Bélgica, França, Grã-Bretanha e Portugal estabeleceram o controle colonial sobre toda a região no final do século XIX. O Ato Geral da Conferência de Berlim de 1885 deu uma definição precisa à "bacia convencional" do Congo, que incluía toda a bacia real e algumas outras áreas. O Ato Geral vinculava seus signatários à neutralidade dentro da bacia convencional, mas isso não foi respeitado durante a Primeira Guerra Mundial. 

## Características gerais
O conceito da Bacia do Congo significa a bacia hidrográfica do rio Congo, que abrange dez países da África Central e Austral (Angola, Burundi, Camarões, Gabão, República Centro-Africana, República do Congo, República Democrática do Congo, Ruanda, Tanzânia e Zâmbia).
A bacia do Congo é a segunda maior bacia hidrográfica do mundo, depois da bacia do rio Amazonas. Como a Bacia Amazônica, é o lar das florestas tropicais mais ricas em biodiversidade do mundo e, como esta bacia, está sendo desmatada e degradada. A floresta é uma das principais fontes de divisas para os países da bacia.
Em 2010, restavam cerca de 160 milhões de hectares intactos, sendo que a África Central abriga cerca 10% da biodiversidade mundial: acredita-se que as florestas de terras baixas e aluviais tenham mais de 10.000 espécies de plantas (incluindo 3.000 endêmicas).

### Divisor de águas continental
Uma divisória continental separa as águas da bacia do Congo da bacia do Nilo, a Divisória Congo-Nilo.